# Oreocarya abortiva
Oreocarya abortiva är en strävbladig växtart som beskrevs av Edward Lee Greene. Oreocarya abortiva ingår i släktet Oreocarya och familjen strävbladiga växter. Inga underarter finns listade i Catalogue of Life.